# Bělotín (przystanek kolejowy)
Bělotín – przystanek kolejowy w Bělotínie, w kraju ołomunieckim, w Czechach. Przystanek znajduje się na wysokości 290 m n.p.m. i leży na linii kolejowej nr 270.